# Barrage de Söse
Le barrage de Söse est un barrage sur la Söse, rivière traversant le Harz, près d'Osterode am Harz, dans le Land de Basse-Saxe.

## Histoire
Le barrage de Söse est construit comme le premier barrage de la Harzwasserwerke de 1928 à 1931 sur la Söse et sert pour l'approvisionnement en eau potable, la protection contre les inondations, l'élévation des basses eaux et la production d'électricité. La construction du barrage coûte 14,7 millions de Reichsmarks. En 1933, commence la construction d'une conduite d'eau longue distance depuis le barrage, dont la branche nord s'étend jusqu'à Brême. Aujourd'hui, les villes et communes de la région de Hildesheim et de Hanovre sont plus susceptibles d'être approvisionnées. La ville de Göttingen reçoit également de l'eau potable du barrage depuis 1980.

## Architecture
Le barrage a un prébarrage, qui a un barrage de 350 m de long et 18 m de haut et un espace de stockage de 0,75 million de m³. Les particules pouvant se trouver dans l'entrée doivent se déposer dans le prébarrage. De plus, il y a un réservoir d'égalisation sous le barrage principal avec un barrage de 10 m de haut, qui est destiné à égaliser tout déversement irrégulier d'eau du barrage dans l'eau en raison du fonctionnement du barrage, de la centrale électrique et de l'aqueduc.
Le barrage en remblai est un barrage en terre avec un noyau central en béton et un joint d'argile. La centrale hydroélectrique, qui sert à couvrir les charges de pointe, a une puissance de 1,44 MW et une capacité de travail annuelle de 3,10 GWh. Le système d'évacuation des crues (déversoir) est placé à la transition sud du barrage vers le talus.

## Faune
Le Sösetalsperre est un plan d'eau mixte avec des truites communes, des ombres, des brochets, des sandres, des perches, des carpes, des tanches et des Leuciscinae.
Le réservoir étant utilisé pour la production d'eau potable, un certificat sanitaire est requis pour la pêche sportive. Seule la pêche à la mouche est autorisée en aval du barrage.

## Source
- (de) Cet article est partiellement ou en totalité issu de l’article de Wikipédia en allemand intitulé « Sösetalsperre » (voir la liste des auteurs).

1. ↑  (de) Sabrina Krieger, Erdgeschichte zum Anfassen : Die Geologie des Harzes, neu aufbereitet unter Einbeziehung geotouristischer Möglichkeiten und Einrichtungen am Beispiel der geologischen Lehrpfade im Harz, Diplom.de, 2002, 126 p. (ISBN 9783832458683, lire en ligne), p. 76
2. ↑  (de) « Talsperre im Harz hochwasserfest modernisiert », sur Süddeutsche Zeitung, 2021 (consulté le 8 juillet 2022)
3. ↑  Otto Siegner, Der Harz : Ein Bildband, L. Simon, 1970, 95 p. (lire en ligne), p. 28
4. 1 2  (de) Talsperren in Deutschland, Springer Fachmedien Wiesbaden, 2013, 492 p. (ISBN 9783834821072, lire en ligne), p. 227
5. ↑  (de) Ulrich Heitkamp & Joachim Willers, « Zooplankton und Zoobenthon von Oderteich und Sösetalsperre », Gefahr für Ökosysteme und Wasserqualität,‎ 1994, p. 379–394 (lire en ligne)